# سیمون ماکدونسکی
سیمون ماکدونسکی (به انگلیسی: Simeon Makedonski) (زادهٔ ۴ آوریل ۱۹۷۷) شناگر اهل بلغارستان است.